# Schwarze Johannisbeere
Die Schwarze Johannisbeere (bundesdeutsches Hochdeutsch und in Vorarlberg) (Ribes nigrum) bzw. Schwarze Ribisel (österreichisches Hochdeutsch, auch in Bayern und Südtirol) ist eine Pflanzenart aus der Gattung Johannisbeeren in der Familie der Stachelbeergewächse (Grossulariaceae). Manchmal wird im deutschsprachigen Raum die französische Bezeichnung Cassis für ihre Früchte verwendet.

## Beschreibung

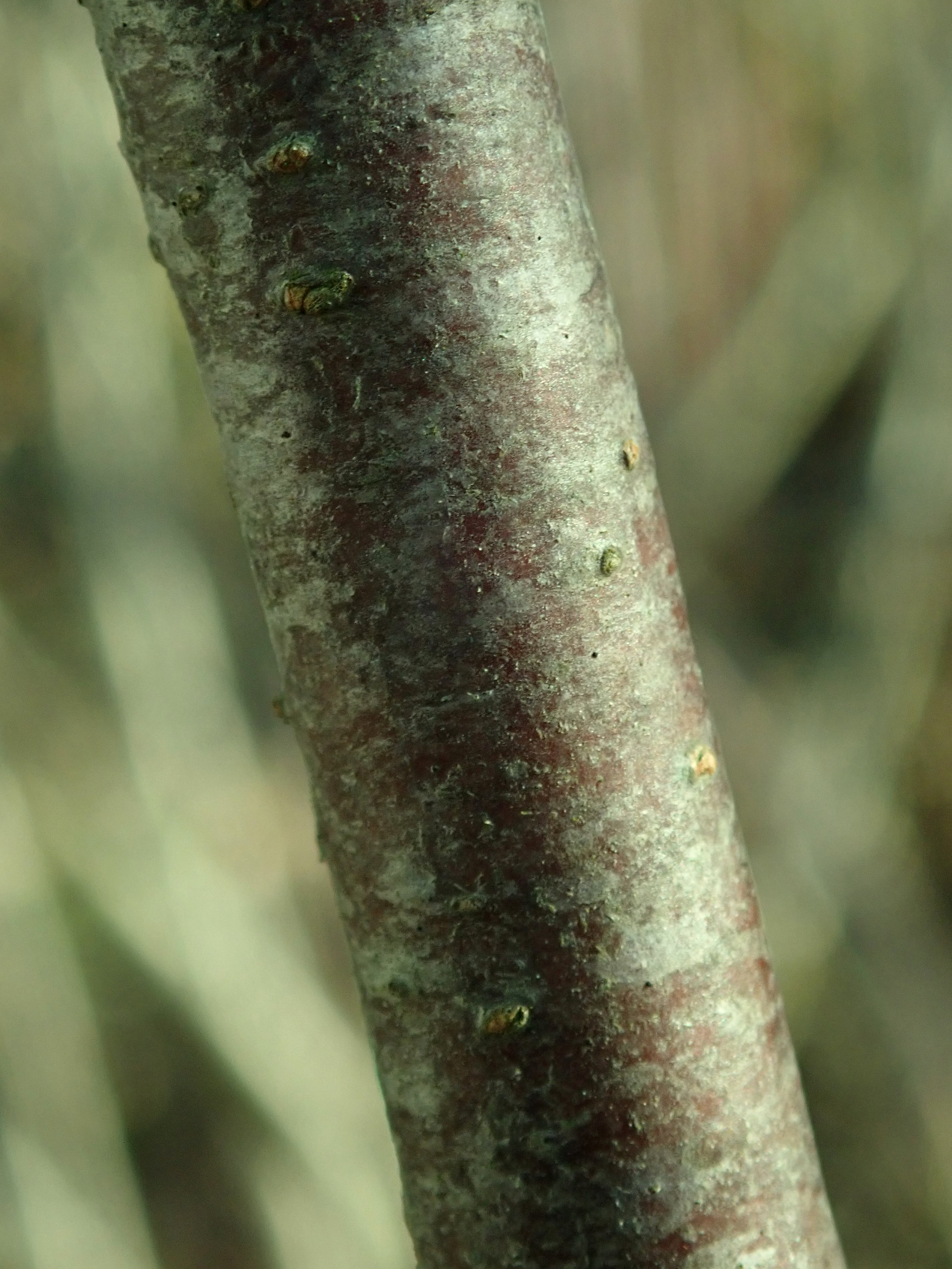
Zweig mit Rinde

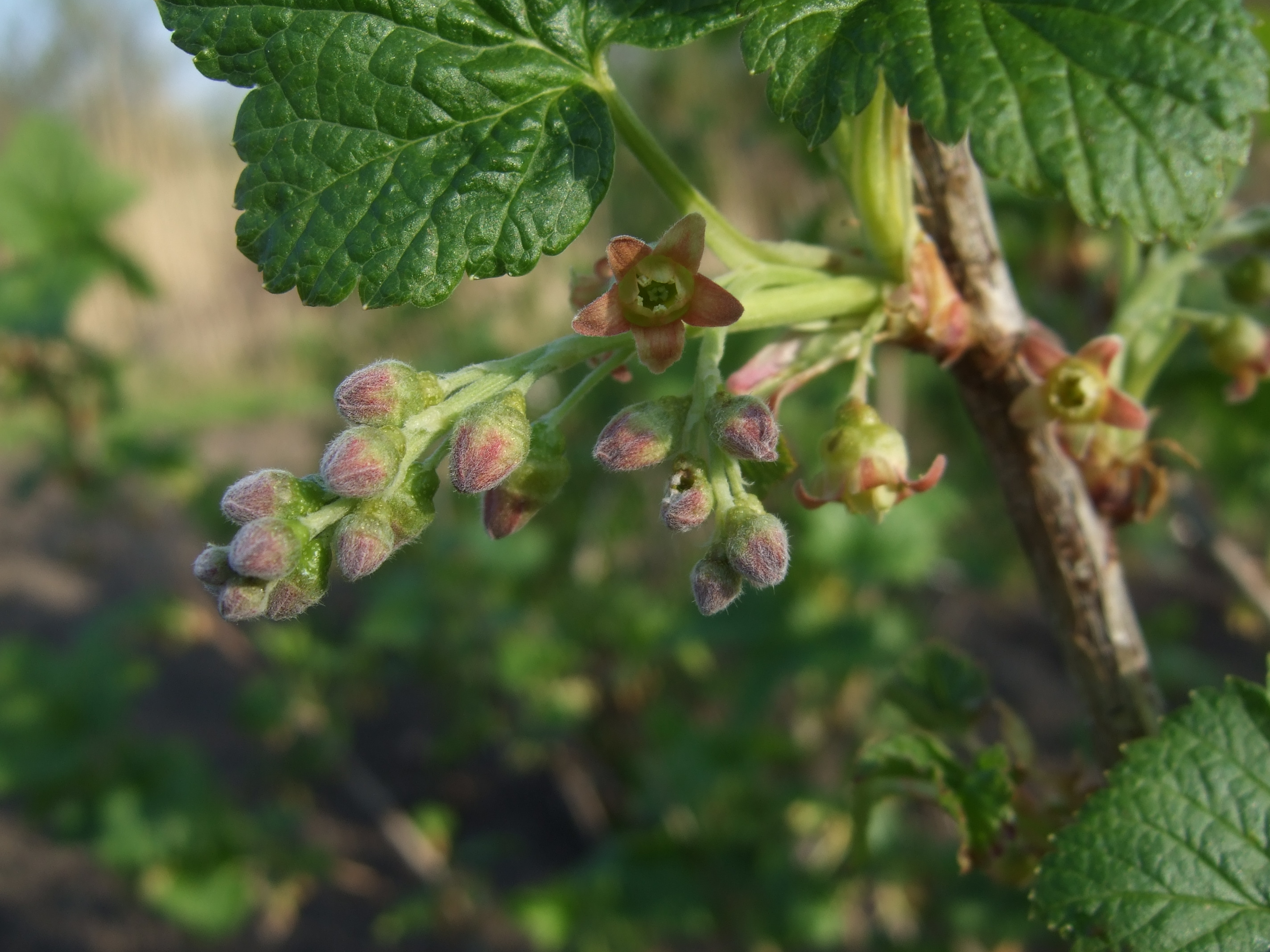
Blütenstand

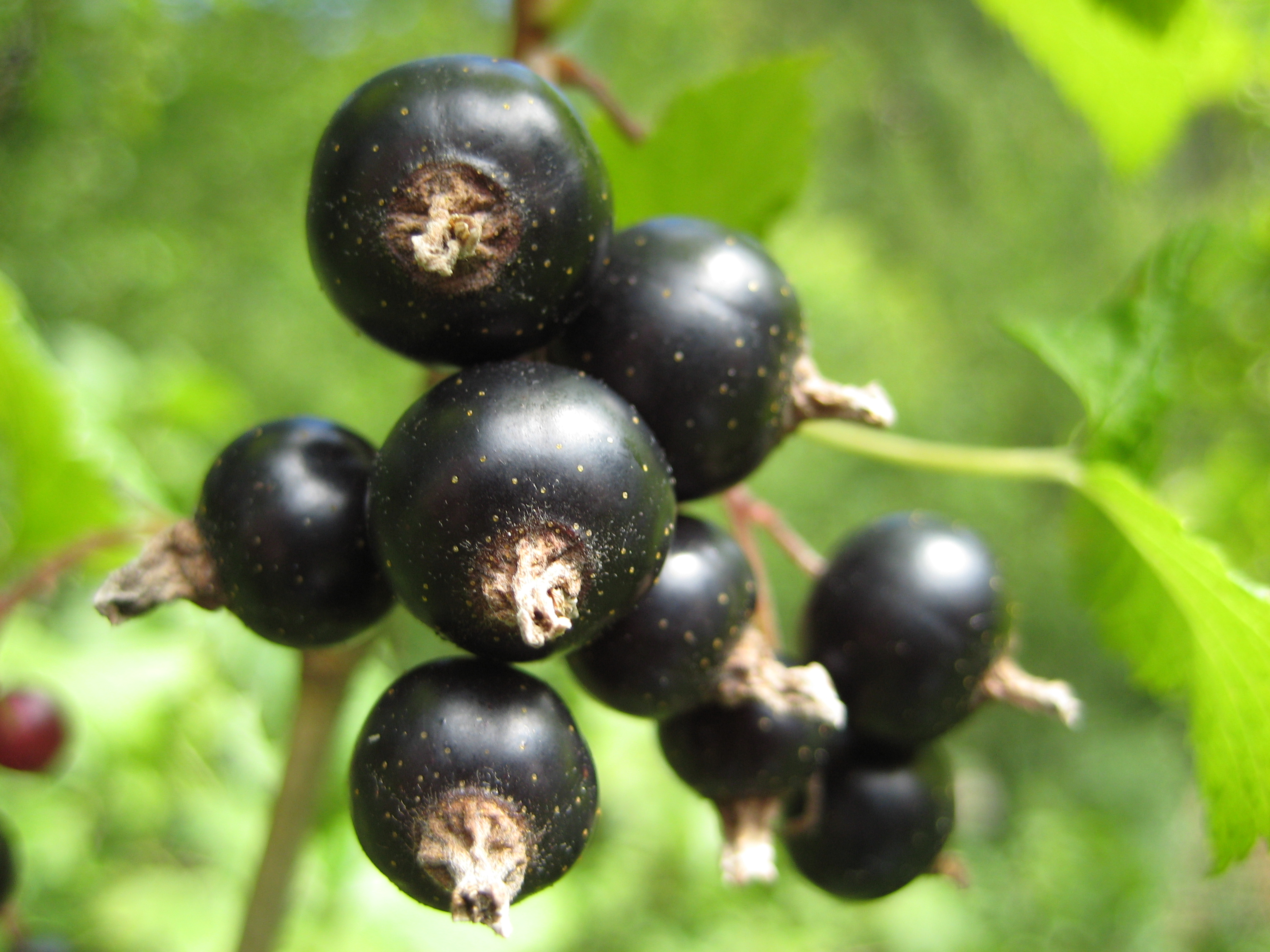
Früchte

### Vegetative Merkmale
Die Schwarze Johannisbeere wächst als sommergrüner Strauch, der Wuchshöhen von 1 bis 2 Metern erreicht. Dieser Strauch ist stachellos und besitzt einen starken, teilweise als unangenehm empfundenen Geruch, der die Schwarze Johannisbeere auch von der Roten Johannisbeere unterscheidet. Die Laubblätter sind bei einer Breite von bis zu 10 Zentimetern drei- bis fünflappig mit herzförmiger Spreitenbasis. Die Blattoberseite ist kahl und die Unterseite behaart und mit sitzenden gelblichen Drüsen besetzt.

### Generative Merkmale
In Mitteleuropa liegt die Blütezeit der Schwarzen Johannisbeere im April und Mai. Die Blüten sind in einem hängenden, traubigen Blütenstand angeordnet und sind eher unscheinbar.
Die zwittrige Blüte ist radiärsymmetrisch mit doppelter Blütenhülle. Die Blüte ist insgesamt grünlichgelb gefärbt. Die Kelchblätter sind länglich, behaart und zurückgeschlagen. Die Kronblätter sind kleiner als die Kelchblätter, aufrecht und weißlich. 
Die Frucht ist eine bei Reife schwarze Beere mit einem Durchmesser von 8 bis 12 Millimetern.
Die Chromosomenzahl beträgt 2n = 16.

## Ökologie
Die Ausbreitung der Diasporen, es sind die Samen, erfolgt durch Tiere.

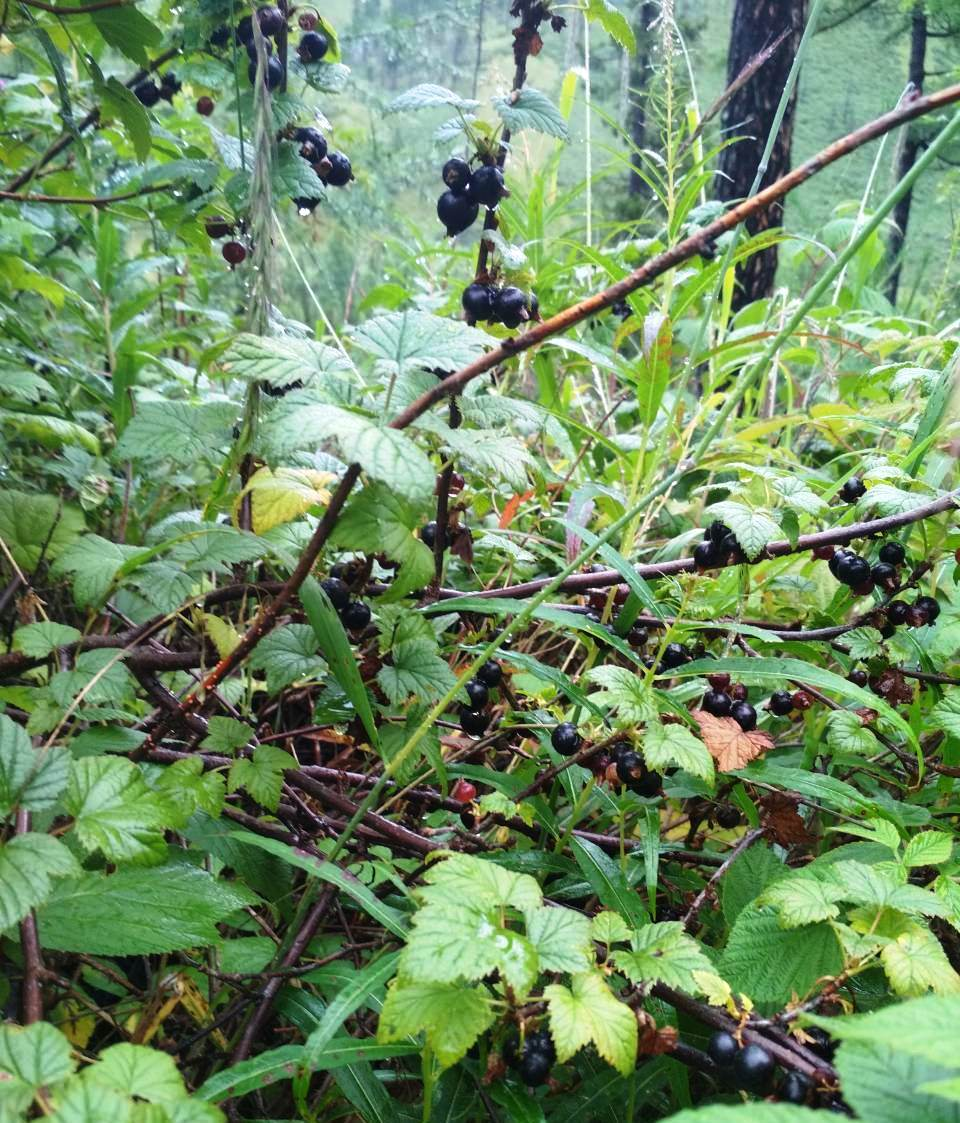
Schwarze Johannisbeere in den Bergen von Zakamensky Bezirk Burjatien, Russland

## Vorkommen
Die Schwarze Johannisbeere kommt in der gemäßigten und borealen Zone Eurasiens von England und Frankreich im Westen bis zur Mandschurei im Osten vor. Nördlich ist die Art bis Lappland, südlich bis Armenien und zum Himalaja verbreitet. In den Allgäuer Alpen steigt sie am Gipfel des Rubihorns in Bayern bis zu 1930 Metern auf. Da natürliche und verwilderte Vorkommen oft nicht zu unterscheiden sind, ist die natürliche Verbreitung in Mitteleuropa nicht mehr zu rekonstruieren. 
In Amerika sind Schwarze Johannisbeeren kaum verbreitet, der Anbau war dort (USA) bis in die 1960er Jahre verboten aus Angst vor der Verbreitung des Blasenrosts. In manchen Staaten ist der Anbau bis heute noch eingeschränkt. Man schätzt, dass nur etwa jeder tausendste Amerikaner schon einmal Schwarze Johannisbeeren gegessen hat.
Die Schwarze Johannisbeere wächst wild in Erlenbrüchen, feuchten Gebüschen und Auwäldern, auf feuchten bis nassen, nährstoffreichen, sowie moorigen bis tonigen Böden. Aus Gärten verwildert kommt die Schwarze Johannisbeere auch auf trockeneren Standorten vor. Sie ist eine Charakterart des Carici elongatae-Alnetum aus dem Verband Alnion, kommt aber auch in Pflanzengesellschaften der Verbände Salicion cinereae oder Alno-Ulmion vor.
Die ökologischen Zeigerwerte nach Landolt et al. 2010 sind in der Schweiz: Feuchtezahl F = 4w+ (sehr feucht aber stark wechselnd), Lichtzahl L = 2 (schattig), Reaktionszahl R = 2 (sauer), Temperaturzahl T = 3+ (unter-montan und ober-kollin), Nährstoffzahl N = 4 (nährstoffreich), Kontinentalitätszahl K = 4 (subkontinental).

## Nutzung
Schwarze Johannisbeere wird in Mitteleuropa etwa seit dem 16. Jahrhundert als Beerenobst in Gärten angepflanzt. In Nordosteuropa erfolgte wahrscheinlich bereits wesentlich früher eine gärtnerische Nutzung. Die Ernte der reifen Beeren erfolgt in Mitteleuropa in der Regel von Juli bis August.
Die Beeren enthalten außer Wasser, Kohlenhydraten, Fettsäuren, Proteinen und Mineralstoffen unter anderem:
- Terpene wie β-Pinen und Caryophyllen
- Anthocyane und Flavonoide wie (+)-Catechin
- Vitamin C, Zitronensäure, Pektin

Die Schwarze Johannisbeere wird verarbeitet meist als Nektar und Limonade getrunken oder als Gelee oder Konfitüre verwendet. Sie ist die Grundlage des Cassis-Sirups bzw. des Cassislikörs. In Deutschland werden Schwarze Johannisbeeren gern für die Herstellung eines Aufgesetzten verwendet. Die in der Frucht enthaltene hohe Konzentration an Vitamin C (ca. 180 mg auf 100 g Beeren) wird auch durch Erhitzen (anders als bei anderen Früchten) bei der Herstellung von Säften, Gelees oder Konfitüren nicht zerstört bzw. nur unwesentlich vermindert.
| 100 g Schwarze Johannisbeeren enthalten durchschnittlich: |        |        |               |        |          |         |           |           |           |
| Energie                                                   | Wasser | Fett   | Kohlenhydrate | Eiweiß | Kalium   | Calcium | Magnesium | Vitamin C | Vitamin E |
| 264 kJ (63 kcal)                                          | 82 g   | 0,41 g | 15,4 g        | 1,4 g  | 322,0 mg | 55,0 mg | 24,0 mg   | 181,0 mg  | 1,0 mg    |

Ein Blütenknospenextrakt der Schwarzen Johannisbeere wird in der Parfümerie-Industrie verwendet. Kleine Mengen dieses Extraktes verleihen Parfüms eine fruchtige Note.
Die frischen Blätter können von April bis Mai als Beigabe zu Kräuter- und Gemüsesuppen verwendet werden. Von April bis Juli gepflückte Blätter nutzt man in getrockneter Form auch zur Herstellung von Teegetränken.

## Schädlinge und Krankheiten
Die schwarzen Johannisbeeren werden von Mehltau, dem Johannisbeerglasflügler, der Johannisbeergallmilbe und der Maulbeerschildlaus befallen. Zudem tritt an der Schwarzen Johannisbeere die Brennnesselblättrigkeit (eine Virose) deutlich häufiger auf als an der Roten Johannisbeere.

## Wichtige Sorten der Schwarzen Johannisbeere
- ECM: sehr große Beeren, kurze Trauben, mehltaufest
- Ben Hope: ertragreich
- Tisel: ertragreiche, gesunde Hauptsorte
- Titania: Hauptsorte, starker Wuchs, mehltaufest, kurzer Stiel, mittelspäte Ernte
- Tsema: lange Trauben, mehltauanfällig
- Ometa: mittellange Trauben, guter Geschmack
- Bona: sehr große Beeren, guter Geschmack, frühe Ernte
- Silvergieters Schwarze: starker Wuchs, große und süße Beeren, frühe Ernte, mehltauanfällig